# Ahmed El-Ahmar
Ahmed Moustafa Nasr El-Ahmar, communément appelé Ahmed El-Ahmar (en arabe : أحمد الأحمر), né le 27 janvier 1984, est un joueur de handball égyptien. Il évolue au sein du Zamalek SC et de l'équipe d'Égypte.
Il était porte-drapeau de l'Égypte aux Jeux olympiques d'été de 2016.

## Palmarès

### Club
Sauf précision, le palmarès est acquis avec le Zamalek SC
Compétitions internationales
- Vainqueur de la Ligue des champions d'Afrique (6) : 2011 ; 2014 (avec Club africain) ; 2015, 2017, 2018, 2019
- Vainqueur de la Coupe d'Afrique des vainqueurs de coupe (6) : 2009, 2010, 2011, 2016, 2022, 2023
- Vainqueur du Supercoupe d'Afrique (6) : 2010, 2011, 2012, 2018, 2019, 2021
- Vainqueur de la Ligue des champions d'Asie (4) : 2009 (avec Al-Ahli SC) ; 2010 (avec Al Sadd, Liban) ; 2013, 2014 (avec El Jaish SC)
- vainqueur de la Coupe des vainqueurs de coupes du Golfe (2) : 2008, 2009 (avec ?)
  - Finaliste: 2023 (avec Al Najma)
- 3e place à la Coupe du monde des clubs : 2010 ; 2013 (avec El Jaish SC)

Compétitions nationales
- Vainqueur du Championnat d'Égypte (8) : 2005, 2009, 2010, 2017, 2019, 2020, 2021, 2022
- Vainqueur de la Coupe d'Égypte (5) : 2004, 2006, 2007, 2008, 2016
- Vainqueur de la Supercoupe d'Égypte (4) : 2007, 2008, 2009, 2022
- Vainqueur de la Coupe d'Allemagne (1) : 2015 (avec SG Flensburg-Handewitt)
- Vainqueur du Championnat du Qatar (1) : 2014 (avec El Jaish SC)
- Vainqueur de la Coupe du Prince (1) : 2013 (avec El Jaish SC)
- Vainqueur de la Coupe de l’Émir (1) : 2014 (avec El Jaish SC)

### Sélections
Jeux olympiques
- 12e place aux Jeux olympiques de 2004 à Athènes ( Grèce)
- 10e place aux Jeux olympiques de 2008 à Pékin (  Chine)
- 9e place aux Jeux olympiques de 2016 à Rio de Janeiro ( Brésil)
- 4e place aux Jeux olympiques de 2020 à Tokyo ( Japon)

Championnats du monde
- 14e place au championnat du monde 2005 ( Tunisie)
- 17e place au Championnat du monde 2007 ( Allemagne)
- 14e place au championnat du monde 2009 ( Croatie)
- 14e place au championnat du monde 2011 ( Suède)
- 16e place au championnat du monde 2013 ( Espagne)
- 15e place au championnat du monde 2015 ( Qatar)
- 13e place au championnat du monde 2017 ( France)
- 8e place au championnat du monde 2019 ( Allemagne et  Danemark)
- 7e place au Championnat du monde 2021 ( Égypte)

Championnat d'Afrique des nations
- Médaille d'or au Championnat d'Afrique 2004 ( Égypte)
- Médaille d'argent au Championnat d'Afrique  2006  ( Tunisie)
- Médaille d'or au Championnat d'Afrique 2008 (  Angola)
- Médaille d'argent au Championnat d'Afrique  2010 ( Égypte)
- Médaille de bronze au Championnat d'Afrique 2012 ( Maroc)
- Médaille de bronze au Championnat d'Afrique  2014 ( Algérie)
- Médaille d'or au Championnat d'Afrique 2016 ( Égypte)
- Médaille d'argent au Championnat d'Afrique  2018 ( Gabon)
- Médaille d'or au Championnat d'Afrique 2020  ( Tunisie)
- Médaille d'or au Championnat d'Afrique 2022  ( Égypte)

Jeux africains
- Médaille d'or aux Jeux africains de 2007 ( Algérie)
- Médaille d'or aux Jeux africains de 2011 ( Mozambique)
- Médaille d'or aux Jeux africains de 2015 ( République du Congo)

Jeux méditerranéens
- Médaille d'or aux Jeux méditerranéens de 2013 ( Turquie)
- Médaille d'argent aux  Jeux méditerranéens de 2022 ( Algérie)

Jeux panarabes
- Médaille d'or aux Jeux panarabes de 2007 ( Égypte)
- Médaille d'or aux Jeux panarabes de 2011 ( Qatar)

Autres
- Médaille d'or aux Jeux mondiaux militaires de 2015 ( Corée du Sud)

## Distinctions individuelles
- Meilleur joueur du championnat d'Afrique : 2008, 2010, 2016
- Meilleur arrière droit du championnat d'Afrique : 2004, 2008, 2010, 2016
- Meilleur buteur du championnat d'Afrique : 2008, 2010, 2016
- Meilleur joueur du Championnat d'Égypte : 2009/2010
- Meilleur buteur du Coupe du monde des clubs : 2010 avec 41 buts et 2011 avec 37 buts
- Meilleur joueur de la Ligue des champions d'Asie : 2013
- Meilleur joueur du Coupe arabe des clubs vainqueurs de coupe : 2011
- Meilleur buteur du  Championnat du Qatar  :  2013 avec 81 buts
- Meilleur buteur de l’histoire de la Coupe du monde des clubs : avec 197 buts (2010 : 41 buts, 2011 : 37 buts, 2012 : 32 buts, 2013 : 26 buts, 2014 : 28 buts, 2016 : 15 buts, 2019 : 18 buts)
- Meilleur buteur égyptien aux Jeux olympiques avec 105 buts (2004 : 18 buts, 2008 : 24 buts, 2016 : 27 buts et 2020 : 36 buts)
- Meilleur buteur égyptien aux Championnats du monde avec 277 buts (2005: 14 buts, 2007 : 38 buts, 2009: 36 buts, 2011 : 37 buts, 2013 : 42 buts, 2015 : 27 buts, 2017 : 21 buts, 2019 : 11 buts et 2021 : 51 buts).